# Павлов-Андреевич, Фёдор Борисович
Фёдор Бори́сович Па́влов-Андрее́вич (род. 14 апреля 1976 или 14 апреля 1946, Москва) — российско-бразильский художник, куратор, перформанс-артист и театральный режиссёр, в прошлом — телеведущий.

## Биография

### Ранние годы
Родители: киновед Борис Дмитриевич Павлов (1940—2009) и писательница Людмила Стефановна Петрушевская. Правнук лингвиста Н. Ф. Яковлева и праправнук революционера И. С. Вегера.
Окончил факультет журналистики МГУ в 1999 году.

### Карьера
Павлов-Андреевич получил известность в 1990-е годы как молодёжный журналист в прессе и на телевидении. В конце 1990-х начал продюсировать проекты в области современной культуры.
С 2000-х — театральный режиссёр, художник-перформансист, директор Гос. галереи на Солянке в Москве. Проживает попеременно в Москве, Сан-Паулу и Лондоне.
С 1999-го по 2008-й — главный редактор журнала «Молоток», ведущий популярной телепередачи «До 16 и старше…» на ОРТ, колумнист ряда периодических изданий («Домовой», GQ и пр.). Основатель модельного агентства Face Fashion, которое позднее стало продюсерской компанией marka. Вёл ряд программ на телевидении. В 2002 году был ведущим дневного ток-шоу «Цена успеха» на телеканале «РТР» («Россия») в паре с сенатором Людмилой Нарусовой. В 2003 году вёл на том же телеканале дневное ток-шоу «Короткое замыкание» (позже ему на смену придёт Антон Комолов). Осенью 2004 года был ведущим романтического телешоу «Это любовь» на «СТС».
В 2002 году состоялся театральный дебют Павлова-Андреевича с постановкой «Бифем» по пьесе Людмилы Петрушевской. В 2003 году спектакль получил награду «Новое слово» на театральном фестивале «Новая драма».
Среди прочих театральных работ — «Старухы», тридцатиминутная экспериментальная опера по тексту Даниила Хармса, номинированная на две награды национального фестиваля «Золотая маска», в 2010 году и «Анданте» — спектакль по пьесе Людмилы Петрушевской, поставленный в 2016 году на сцене Центра им. Вс. Мейерхольда, а также моноспектакль актрисы Мастерской Брусникина Алины Насибуллиной «Йе́лэна» в театре «Практика».
С конца 2000-х Павлов-Андреевич занимается современным искусством. Сотрудничает с художницей Мариной Абрамович, которая однажды сказала о Павлове-Андреевиче: «Его искусство способно удивлять нас бесконечным количеством новых возможностей взгляда на мир, в котором мы живём». Также работает с директором лондонской галереи Serpentine Хансом-Ульрихом Обристом, директором Лос-Анджелеского музея MOCA Клаусом Бизенбахом и основательницей биеннале Performa RoseLee Goldberg . Перформансы и персональные выставки Павлова-Андреевича были показаны на Венецианской биеннале современного искусства, в музее «Гараж» (Москва), Künstlerhaus (Вена), Faena Arts Center (Буэнос-Айрес), культурном центре CCBB (Бразилиа), Deitch Projects (Нью-Йорк), ICA (Institute of Contemporary Arts, Лондон), Музее современного искусства Сан-Пауло и пр.
Международную известность заработал благодаря перформансу «Подкидыш»: не согласованному с организаторами вбросу обнажённого и закованного в стеклянный ящик Павлова-Андреевича на ряд светских мероприятий (открытие музея «Гараж» в Москве, вечеринка французского мецената Франсуа Пино на Венецианской биеннале, бал Met Gala в Нью-Йорке). В ходе перформанса на балу Met Gala 2 мая 2017 был задержан полицией Нью-Йорка за незаконное проникновение на частную территорию и обнажение в публичном месте и отправлен в тюрьму Central Booking, где провёл 24 часа.
Серию перформансов Temporary Monuments (2014—2017) и одноимённые персональные выставки в московской галерее Pechersky (2016) и в Музее современного искусства Сан-Паулу (2017) Павлов-Андреевич посвятил проблеме современного рабства в Бразилии.В каждом из семи перформансов серии художник на 7 часов погружает себя в условия, в которых приходилось или приходится существовать рабам. В ходе одного из них (Pão de arara) он подвергает себя средневековой пытке, которую в настоящее время использует бразильский отряд специального назначения, в ходе другого (O Tigre), повторяя один из ритуалов бразильских рабов, — пересекает Рио Де Жанейро, неся на голове корзину с нечистотами.
Круг творческих интересов Павлова-Андреевича формируют три темы: расстояние, отделяющее зрителя от произведения искусства в перформансе, временность и беззащитность человеческого тела, связь между сакральным и обсценным.
Ведущий британский исследователь искусства перформанса Adrian Heathfield пишет о Павлове-Андреевиче: «Фёдор создаёт выдающиеся по своему воздействию перформативные работы, исследующие тему силы, телесности и вовлечённости. А ещё Фёдор блистателен в своём партизанстве: его серия „Подкидыш“ произвела настоящий переполох».
В 2020 был назначен артистическим директором города-фестиваля Выкса (фестиваль, ранее известный как «Арт-овраг»).

### Личная жизнь
В 2019 году Фёдор совершил каминг-аут как гей.

### Избранные персональные выставки и перформансы
2022 — Antifurniture, совместно с архитектором Ольгой Трейвас, в составе южно-американской биеннале 13ª Bienal do Mercosul, Порту-Алегри
2019 — Decorative Sacredness, персональная выставка. Gazelli Art House, Лондон
2018 — O Batatodromo, перформанс, в составе выставки Do Disturb. Palais de Tokyo, Париж
2018 — Temporary Monument № 0, перформанс долготерпения, в составе выставки her shey qayidacaq. Gazelli Art House, Лондон
2017 — Fyodor’s Performance Carousel-3, сайт-специфик инсталляция, совместно с 7 художниками-перформансистами, куратор — Маргарита Осепян. Sesc Consolação, Сан-Паулу
2017 — Adventures of the Body, персональная выставка. Baró Galeria, Сан-Паулу
2017 — Temporary Monuments, персональная выставка. MAC-USP, Сан-Паулу
2016 — Temporary Monuments («Временные памятники»), персональная выставка. Pechersky Gallery, Москва
2016 — «Подкидыш-4», интервенция. Bienal de São Paulo, Сан-Паулу
2016 — Fyodor’s Performance Carousel-2, сайт-специфик инсталляция, совместно с 8 художниками-перформансистами, куратор — Фелиситас Тун-Хоэнштайн (Felicitas Thun-Hohenstein). Künstlerhaus, Вена
2016 — A Portrait with the Artist and Void, перформанс долготерпения. Museu de arte moderna (MAM-SP), Сан-Паулу
2015 — «Пётр и Фёдор», 24-часовая дискуссия-перформанс с художником Петром Быстровым, кураторы — Дарья Демёхина и Анна Шпилько. Государственная галерея на Солянке, Москва
2015 — O Batatodromo, персональная выставка, куратор — Марселло Дантас (Marcello Dantas). Centro Cultural Banco do Brasil, Бразилиа
2015 — «Подкидыш-3», интервенция. Christie’s Vanity Fair Party, Лондон
2015 — Os Caquis (The Persimmons), перформанс, куратор — Бернардо Москейра (Bernardo Mosqueira). EAV Parque Lage, Рио-де-Жанейро
2015 — «Подкидыш-2», интервенция. Музей современного искусства «Гараж», Москва
2015 — «Подкидыш-1», интервенция. Venice Biennale gala dinner, Fondation Pinault, Palazzo Cini, Венеция
2014 — Fyodor’s Performance Carousel-1, сайт-специфик инсталляция, совместно с 8 художниками-перформансистами. Faena Arts Center, Буэнос-Айрес
2013 — Laughterlife, сайт-специфик инсталляция, скульптуры и перформанс, куратор — Марсио Харум (Marcio Harum), по заказу Centro Cultural São Paulo. Casa Modernista, Сан-Паулу
2013 — Walk Away Until I Stay, перформанс долготерпения, часть серии The Two Rings. МКАД, Москва
2013 — Empty Bus, перформанс, часть серии The Two Rings. Садовое кольцо, Москва
2012 — Walk On My Shame, инсталляция и перформанс, совместно с Мэттью Стоуном (Matthew Stone), куратор — Кэти Грейсон (Kathy Grayson), в составе выставки New-Revisions, Frieze Week. NEO Bankside, Лондон
2011 — Photobody, персональная выставка, по заказу Galerie Non. Non-Stage, Istanbul Biennial, Стамбул
2010 — The Great Vodka River, инсталляция (смешанная техника) и перформанс, куратор — Катя Крылова. Представлено галереей Luciana Brito Galeria в программе Art Public (куратор — Патрик Шарпенель (Patrick Charpenel) ярмарки Art Basel Miami Beach, Майами
2010 — My Water Is Your Water, инсталляция (смешанная техника) и перформанс, куратор — Мария Монтеро (Maria Montero). Luciana Brito Galeria (в рамках параллельной программы Bienal de São Paulo), Сан-Паулу
2010 — Egobox, перформанс, сокураторы — Клаус Бизенбах (Klaus Biesenbach) и Роузли Голдберг (Roselee Goldberg). Центр современной культуры «Гараж», Москва
2010 — Flick Me On My Memory, перформанс долготерпения. Galerie Volker Diehl, Берлин
2010 — Whose Smell Is This?, сайт-специфик инсталляция и перформанс. Ярмарки The Armory Show и Volta, Нью-Йорк
2009 — A Portrait with the Artist and Child, перформанс. Galerie Stanislas Bourgain, Париж
2009 — Hygiene, перформанс. Deitch Projects, Нью-Йорк
2009 — I Eat Me, персональная выставка. Paradise Row Gallery, Лондон
2008 — Hunger Meditation, инсталляция (смешанная техника), 3-канальное видео и перформанс. Galerie Stanislas Bourgain, Париж

### Избранные театральные работы
2019 — «Йе́лэна». Театр «Практика», Москва
2017 — «Йе́лэна». Театр «Практика», Москва
2016 — «Анданте». Центр им. Вс. Мейерхольда, Москва
2015 — «Три штуки молчания». Центр им. Вс. Мейерхольда, Москва
2013—2014 — «Танго-квадрат». Центр им. Вс. Мейерхольда, Москва
2012 — «Бакари». Театр «А. Р.Т. О.», Москва
2012 — The Rescue. The Lyric Theatre, Лондон
2010 — Staroukhy («Старухы»). Barents Spektakel Festival, Киркенес, Норвегия; также был показан в пространстве Baibakov Art Projects, Москва
2008 — Elizaveta Bam. Theatro Technis, Лондон
2004 — Bifem. Institute of Contemporary Art, Лондон